# Михасира-но-удзу-но мико
Михасира-но-удзу-но мико (яп. 三貴子 Трое благородных детей, в Кодзики), также называются Санкиси или Санкисин (яп. 三貴神) — в японской мифологии трое богов, рождённых Идзанаги после его возвращения из Ёми, во время заключительного этапа ритуального омовения в реке Татибана, когда Идзанаги омыл глаза и нос, в результате чего родились три божества）.
- Аматэрасу-о-миками — рождена из левого глаза Идзанаги. Богиня солнца
- Цукуёми-но микото — рождён из правого глаза Идзанаги. Бог луны, управляющий ночью, приливами и отливами.
- Такэхая Сусаноо-но Микото — рождён из носа Идзанаги. Бог моря и бурь.